# Jama Ani
Jama Ani – jaskinia w Ojcowskim Parku Narodowym (OPN). Znajduje się w wąwozie Jamki, który jest orograficznie prawym odgałęzieniem Doliny Sąspowskiej. Jest jednym z najważniejszych po II wojnie światowej odkryć jaskiniowych. 

## Opis jaskini
Znajduje się w górnej części orograficznie prawego zbocza wąwozu Jamki. Zaczyna się studnią o głębokości 14 m. Od jej dna w kierunku południowo-wschodnim biegnie prawie poziomy, kilkudziesięciometrowej długości korytarz znajdujący się na głębokości 12–17 m poniżej otworu. Jego środkowa część na przekroju poprzecznym ma kształt litery T. Górna część tego korytarza to pierwotny ciąg jaskini o okrągłym przekroju, część dolna o wysokości około 6 m i szerokości kilkudziesięciu cm to meander. W głównym ciągu są 3 studnie. Pierwsza, bardzo ciasna z zaciskiem ma głębokość 7 m. Druga studnia ma głębokość 12 m i doprowadza do najniższego punktu jaskini. Trzecia studnia ma głębokość 11 m. Jej ściany pokryte są żebrami naciekowymi i odbiega od niej krótki, zamknięty naciekami korytarz.
W niektórych miejscach jaskini zachowały się scementowane osady jaskiniowe w postaci zlepieńcow, w których dominują fragmenty jurajskich wapieni i ciemne, kuliste ziarna zawierające skały węglanowe otoczone tlenkami żelaza, manganu i lokalnie krzemionką. Są to ziarna typowe dla gleb klimatu tropikalnego i subtropikalnego. Ich wieku nie da się dokładnie ocenić. Pochodzą albo z oligocenu–dolnego miocenu albo z pliocenu.
Jaskinia początkowo posiadała bogatą szatę naciekową: stalaktyty, stalagmity, stalagnaty, żebra naciekowe, pola ryżowe, pizolity i polewy z kożuchowej odmiany mleka wapiennego. Datowanie radiowęglowe 14C dwóch nacieków określiło ich wiek na około 40 tysięcy lat. W 2002 r. doszło do aktu wandalizmu, podczas którego wyłamano w jaskini liczne kolumny naciekowe i stalagmity.
Na dnie środkowej części jaskini znajdowały się w momencie jej odkrycia skamieniałe kości kręgowców. Współcześnie w jaskini występują nietoperze; stwierdzono przedstawicieli siedmiu ich taksonów.

## Historia poznania
Jaskinia znana była od dawna. Wymieniana była przez A. Kobyłeckiego w 1972 r. pod nazwą Schronisko w Studni i w zestawieniu jaskiń w 1986 r.. Wówczas znana była tylko początkowa jej część do głębokości 4 m. Wiedziano jednak o jej dalszym ciągu i wielokrotnie próbowano przekopać gruz zawalający przejście. Dokonali tego R. Dutkiewicz i J. Sznajder, którzy po przekopaniu przejścia zbadali większość  jaskini i nadali jej nazwę Jama Ani. Nazwa ta była przedmiotem długotrwałych dyskusji wśród speleologów, gduż jaskinia miała już wcześniej nazwę.
Wąwóz Jamki i Jaskinia Krakowska znajdują się  na obszarze ochrony ścisłej OPN i wstęp do nich wymaga zgody dyrekcji parku. Otwór wejściowy do Jamy Ani zamknięty został kratą.